# Movimiento de los Trabajadores Rurales Sin Tierra

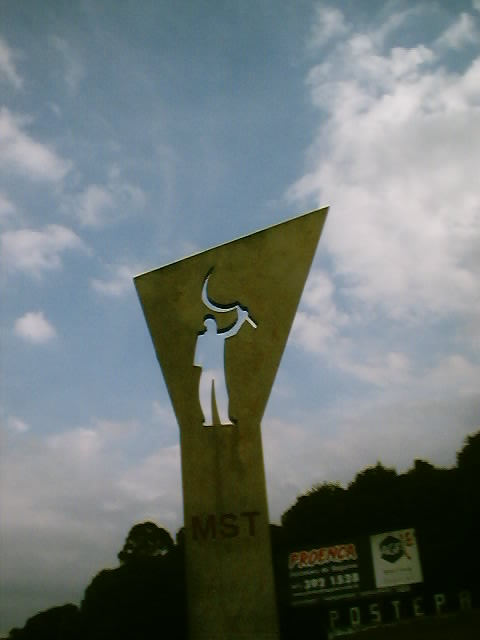
Monumento dedicado al MST

El Movimiento de los Trabajadores Rurales Sin Tierra (en portugués: Movimento dos Trabalhadores Rurais Sem Terra), abreviado MST, es un movimiento político-social brasileño de inspiración marxista que lucha por la reforma agraria y la justicia social.
Se originó en la oposición al modelo de reforma agraria impuesto por el régimen militar, principalmente en los años 1970, que priorizaba la colonización de tierras en regiones remotas, con los objetivos de exportar los excedentes poblacionales y de la integración estratégica. Contrariamente a este modelo, el MST busca fundamentalmente la redistribución de las tierras improductivas.
El grupo se encuentra entre los movimientos sociales más grandes de Latinoamérica contando entre sus miembros a un millón y medio de campesinos sin tierra organizados a lo largo de 23 de los 27 estados de Brasil.[cita requerida]
El 26 de enero de 2013 fue asesinado uno de los líderes de este movimiento, Cícero Guedes do Santos en la localidad Campos dos Goytacazes. Desde la creación del movimiento en 1985, 1722 militantes fueron asesinados.

## Origen del MST
El MST nace como producto de la conjunción de distintos factores socioeconómicos consecuentes del período 1970-1985: el proceso de concentración de grandes extensiones de tierra, latifundios, en propiedad de pequeños grupos de la sociedad, lo que fomentó en Brasil gran aumento y empobrecimiento de los pequeños campesinos; el proceso de transición conservadora de la dictadura militar que animó a los campesinos a organizarse; la labor pastoral de la Iglesia católica, en particular de la Comisión Pastoral de la Tierra, en pos de transformaciones en las desigualdades sociales y por último de luchas aisladas por la tierra que empezaran a ocurrir en distintos estados.
En este proceso de articulación del movimiento de reforma agraria, se decide fundar el MST a nivel nacional en un congreso celebrado en enero de 1985, en la ciudad de Curitiba, estado de Paraná, con la participación de 1500 delegados de todo el país.[cita requerida]

## Organización interna
El MST tiene como objetivo organizarse por comisiones de campesinos tales como las Comisiones de Bases (en las comunidades rurales), Comisiones municipales, Comisiones Estatales y la Comisión Coordinadora Nacional. Las comisiones son también una forma de organización al interior de los asentamientos y campamentos. 
En el MST no hay funciones de presidente, secretario y tesorero. El órgano máximo es el Congreso Nacional, celebrado cada cinco años. Cada año se celebran encuentros nacionales y por estados. También existen comisiones ejecutivas nacionales y por estados. En la administración, hay una secretaría nacional, estatales y gubernamentales.

## Situación legal
La Constitución brasileña explicita, en su artículo 5, sección XXIII, que toda propiedad ha de cumplir una función social. Por esto afirma en su capítulo III, «De la política agrícola y territorial y de la reforma agraria» (art. 184): «Es competencia de la Unión expropiar por interés social, para fines de reforma agraria, el inmueble rural que no está cumpliendo su función social, mediante previa y justa indemnización (…)». Complementa esto luego, en el artículo 185: «No son susceptibles de expropiación para fines de reforma agraria: la pequeña y media propiedad rural, así definida en ley, siempre que su propietario no posea otra; la propiedad productiva.»
Aquí surge el problema de interpretación acerca de que es la propiedad productiva. Así, el MST reclama que hacen falta leyes complementarias que definan lo que espropiedad productiva denominación no definida en la Constitución.
El artículo 186 de la Constitución de Brasil establece:

La función social se cumple cuando la propiedad rural atiende, simultáneamente, según los criterio[s] y los grados de exigencia establecidos en la ley, a los siguientes requisitos: 
- I) aprovechamiento racional y adecuado;
- II) utilización adecuada de los recursos naturales disponibles y preservación del medio ambiente;
- III) observación de las disposiciones que regulan las relaciones de trabajo;
- IV) explotación que favorezca el bienestar de los propietarios y de los trabajadores.

Así el MST identifica lo que interpreta son tierras rurales improductivas que no cumplen con su función social y las ocupa.[cita requerida]
En general tras esto el grupo comienza un proceso legal para expropiar la tierra y otorgar el título de propiedad a campesinos sin tierra, mientras que los propietarios se esfuerzan por retenerlo y argumenta la productividad y función social del terreno. El MST es representado en estas actividades en ocasiones por consejos legales públicos, en otras por sus propios abogados y también por organizaciones como Terra de Direitos una organización de la sociedad civil para la defensa de los derechos humanos cofundada por Darci Frigo, quien fue galardonado en 2001 con el Robert F. Kennedy Memorial Human Rights Award Laureate.
Algunas veces la corte requiere la desocupación de las tierras, y otras veces permite a los ocupantes permanecer en ellas y desarrollar una agricultura de subsistencia hasta que el Instituto Nacional de Colonización y Reforma Agraria (INCRA) determine si las tierras ocupadas son improductivas.
Un ejemplo del segundo caso es la actuación del juez superior Rui Portanova, partidario de la corriente del derecho alternativo. En agosto de 1999 este juez decidió deponer una resolución de una corte de inferior grado que cedía al reclamo del terrateniente de desalojar al MST de su propiedad. El razonamiento fue el siguiente:

Antes de aplicar una ley, el juez debe considerar los aspectos sociales del caso: las repercusiones de la ley, su legitimidad y el choque de intereses en tensión. El MST está constituido por trabajadores sin tierra que quieren plantar un producto que alimenta y enriquece a Brasil en este mundo tan globalizado y hambriento. Pero Brasil les da la espalda. El Ejecutivo dirige el dinero a los bancos. El Parlamento [...] quiere hacer leyes que perdonen las deudas de los grandes propietarios. La prensa acusa al MST de violencia. Los Sin Tierra, a pesar de todo esto, tienen esperanza [...] de poder plantar y cosechar con sus manos. Por esto rezan y cantan. La Constitución Federal y su artículo 5 [...] ofrecen espacio de interpretación a favor del MST. La presión del MST es legítima. En los términos del inciso 23 del art. 5 [«la propiedad privada atenderá su función social»] yo revoqué [la decisión anterior].

En caso de que se diera, el proceso de expropiación puede llevar años.

## Formas de lucha
El MST ha desarrollado a lo largo de su historia diferentes actividades en pos de la realización de una amplia reforma agraria. Entre ellas se incluyen manifestaciones en las calles, concentraciones regionales, audiencias con gobernadores y ministros, huelgas de hambre, campamentos provisorios en las ciudades o a la orilla de los latifundios considerados inconstitucionales, ocupaciones de órganos públicos como el INCRA y ocupación de tierras entendidas como improductivas. 
Complementando estas actividades, el grupo también busca recibir préstamos y ayudas para que los campesinos realmente puedan producir en las tierras que reciben. Para el MST, es muy importante que las familias puedan tener acceso a escuelas y servicios de salud próximos, de manera que los niños no precisen ir a la ciudad y así las familias no dejen el campo.
Por otra parte, el MST presentó en 1987, conjuntamente con las demás entidades del movimiento sindical —Confederación Nacional de los Trabajadores en la Agricultura (CONTAG) y Central Única de Trabajadores de Brasil (CUT)—, un proyecto de reforma agraria firmado por un millón doscientos mil ciudadanos. El proyecto fue rechazado por el Congreso Nacional.

## Episodios de violencia
En los años que ha durado el conflicto de la reforma agraria en Brasil la violencia ha sido una ocurrencia presente. Uno de los ejemplos más notables es la masacre de Eldorado do Carajás de 1996, donde murieron en el acto 19 campesinos del MST ametrallados por la policía militar. Aproximadamente 1500 campesinos cortaban el tránsito de la ruta PA-150 en protesta por la demora en la expropiación de un terreno ocupado; la policía militar fue enviada a desalojarlos. Según campesinos del MST, la policía llegó arrojando bombas de gases lacrimógenos a lo que los primeros respondieron con palos y piedras. Luego de esto la policía disparó.

## Relaciones

### Relaciones con el Gobierno de Lula da Silva
El presidente brasileño Luiz Inácio Lula da Silva había prometido al MST durante su campaña electoral en 2002 asentar 400 000 familias campesinas en sus cuatro años de gestión. Sin embargo, esto tuvo un lento avance por lo que el movimiento tomó distancia del gobierno. El MST ha dicho que sólo fueron asentadas 21 000 familias desde que Lula asumió el cargo el 1 de enero de 2003.
Pese a que todo lo previsto no se cumplió, el movimiento, tras hacer una evaluación crítica del período, decidió apoyar políticamente al Partido de los Trabajadores (PT) en 2005 para la reelección de Lula. Sin embargo, existieron miembros que apoyaron al Partido Socialismo y Libertad (PSOL).

### Relaciones con otras entidades
El MST impulsa a todos los campesinos a afiliarse y participar del Sindicato de Trabajadores Rurales, la organización sindical a escala de cada municipio. A nivel de central sindical, el MST articula con la Central Única de los Trabajadores (CUT). En el ámbito religioso, el MST mantiene relaciones con la Comisión Pastoral de la Tierra y las pastorales rurales de las diócesis; en 2008, unos 50 000 miembros del MST ingresaron en bloque al movimiento católico Comunión y Liberación.[cita requerida] A nivel internacional, el MST mantiene relaciones con diversas organizaciones campesinas de América Latina a través de Vía Campesina. El MST no está afiliado a organismos sindicales internacionales aunque cuenta con el apoyo de distintas organizaciones de trabajadores y oenegés de Europa y Canadá.